# Chicklit
Chicklit eller chick lit (av engelska chick, ”tjej”, och lit i literature) är en litteraturgenre som skildrar livet för storstadskvinnor i 20- och 30-årsåldern, även om det finns undantag. Oftast är böckerna skrivna av kvinnor och riktar sig till kvinnor. Rollfigurerna är inte sällan överanalyserande unga kvinnor som söker perfektion, vare sig det är att hitta en partner, ett jobb eller en lägenhet. 
Chick lit-genren tog fart med Bridget Jones dagbok av Helen Fielding på 1990-talet. Genren har också betraktats som postfeministisk eftersom den ofta behandlar kärlek och förhållanden på ett okonventionellt sätt.
Motsvarigheten till chick lit inom den manliga litteraturen är lad lit. Romaner för lesbiska kallas för clit lit. Näraliggande genrer är feelgood, romance och romantisk komedi.

## Exempel på chick lit
- Bridget Jones dagbok (1996) av Helen Fielding[2]
- Sex and the City (1996/1997) av Candace Bushnell[2]
- När Lucy Sullivan skulle gifta sig (1997) av Marian Keyes
- Storlek 37 (2002) av Denise Rudberg[2]
- Mossvikenfruar (2005) av Emma Hamberg[2]